# Somrak (roman)
Somrak (izvirno angleško Twilight) je prvi roman iz serije Somrak (Twilight saga) avtorice Stephenie Meyer. Somrak je svetovna književna uspešnica; do leta 2009 je bil roman preveden v več kot 37 jezikov, po njem so posneli tudi istoimenski film v režiji Catherine Hardwicke. Glavni vlogi v njem igrata Kristen Stewart (Bella) in Robert Pattinson (Edvard).

## Vsebina knjige
Isabella »Bella« Swan se preseli k očetu v majhno mesto Forks. Tam spozna izredno privlačnega in skrivnostnega fanta z imenom Edward Cullen. Ta jo sprva ignorira. A ko Belli grozi nevarnost, jo Edward reši s svojimi nadnaravnimi sposobnostmi. Belli je povsem jasno, da navaden človek ne bi mogel dvigniti kombija z nje, zato se odloči, da bo odkrila, kaj Edward pravzaprav je. To ji na začetku ne uspeva, saj se je Edward izogiba.
Nato pa se Bella neko soboto s sošolci odpravi na plažo v rezervat. Tam spozna starega družinskega prijatelja Jacoba Blacka, ki ji pove nakaj starih legend o svojem plemenu, v katere pa so vpleteni tudi Cullenovi. Pove ji, da so sovražniki njihovega plemena, ki naj bi bili potomci volkov. Cullenovi naj bi bili vampirji, a ker so trdili, da so drugačni, so sklenili premirje. Bella želi na vsak način poiskati razumno razlago za Edwardovo nenavadno obnašanje. Ko gre s prijateljicami po nakupih, se izgubi. Obkolijo jo štirje moški, a se kot po čudežu pripelje Edward in jo reši. Na večerji ji prizna, da ima zanimivo sposobnost - lahko prebere misli vseh ljudi, razen Bellinih.
Medtem v Forksu zaradi napadov neznane živali umirajo ljudje. Bella počasi poveže vsa dejstva o Edwardu: je nemogoče močan in hiter, njegova koža je bleda in ledeno hladna, njegove oči spreminjajo barvo, včasih govori, kot da je iz drugega časa, nikdar ne je in ne pije, nikdar ne stopi na sonce...in, čeprav Bella tega ne ve, od leta 1918 se sploh ni postaral. Končno se Edward ne more več izmikati in Belli zaupa dve stvari: je vampir, a se on in njegova družina prehranjujejo le z živalsko krvjo, ter da je zaljubljen vanjo, čeprav se noro boji, da mu bo njegova vampirska narava ušla izpod nadzora in bo svojo ljubljeno ubil.
Predstavi jo svoji družini. Zvečer se jim Bella pridruži pri igranju bejzbola, vendar igro prekine obisk treh nomadskih vampirjev: Jamesa, Victorie in Laurenta. James zavoha, da je Bella človek in jo želi ubiti. Zato Cullenovi pomagajo Edwardu zaščititi Bello. Edwardov »brat« Jasper in »sestra« Alice jo odpeljeta v Arizono. Vendar prebrisani James s prevaro doseže, da se mu dekle preda. V zadnjem trenutku Cullenovi ubijejo Jamesa, a prepozno - je že ugriznil Bello. Edward pa se ne vda in Belli izsesa strup.
Bella v bolnišnici spozna, da bi bilo lažje, če bi bila vampirka. Dobro se zaveda, da je Edward nesmrten, zato ga na plesu prosi, naj jo ugrizne. On noče pogubiti njene duše, a odločena je, da se ne bo predala...